# Bahnhof Tüßling

Tüßling ist der Bahnhof des gleichnamigen Marktes Tüßling. Er ist ein Trennungsbahnhof, an dem die Bahnstrecke Tüßling–Burghausen von der Bahnstrecke Mühldorf–Freilassing abzweigt. 

## Lage und Aufbau
Der Bahnhof liegt am westlichen Rand von Tüßling. Er hat drei Bahnsteiggleise, einen Haus- und einen Mittelbahnsteig.

Gleisplan des Bahnhofs

### Bahnhofsgebäude
Das 1908 erbaute Empfangsgebäude im Heimatstil, als Teil der bayerischen Tauernbahn errichtet, ist ein geschütztes Baudenkmal. Der eingeschossige Giebelbau mit hohem Satteldach besitzt beidseitig niedrigere Anbauten mit abgewalmten Dächern. Die Erdgeschosszone im Mittelteil ist zum Teil hinter Pfeilerstellung zurückgesetzt.
Heute wird das Bahnhofsgebäude als Depot des Heimatmuseums genutzt.

### Gleisanlagen und Aufbau
Der Bahnhof ist mit drei Hauptgleisen ausgestattet, von denen Ausfahrten in alle Richtungen möglich sind. Die Gleise liegen an einem Haus- und einem Mittelbahnsteig, der über eine Unterführung zu erreichen ist. Im Zuge der ABS 38 wurde die Strecke Richtung Mühldorf zweigleisig ausgebaut und ist seit 2017 in Betrieb. Bis 2016 wurde der Bahnhof durch zwei mechanische Stellwerke der Bauart Einheit gesteuert, welche durch ein von Mühldorf aus ferngesteuertes ESTW ersetzt wurden.

## Verkehr
Die DB Tochter Südostbayernbahn bedient den Bahnhof Tüßling im Stundentakt mit Regionalbahnen der Linie RB 42 Mühldorf-Burghausen sowie RB 45 Mühldorf-Freilassing-Salzburg Hbf. Am Morgen und am Abend halten zusätzlich Züge der Linie RB 47 Mühldorf-Traunstein, die tagsüber ohne Halt durchfahren. Der Bahnhof ist sehr stark frequentiert von durchfahrenden Güterzügen von und zu den Chemiewerken in Kastl (Gendorf), Burghausen Wackerwerk, Garching (Hart) und Trostberg. Circa 150 Züge passieren werktags den Bahnhof.

## Zukunft
Die Bahnstrecke Mühldorf-Freilassing soll im Zuge der ABS 38 komplett elektrifiziert und zweigleisig ausgebaut werden. Ebenfalls soll die abzweigende Strecke nach Burghausen elektrifiziert werden, jedoch eingleisig bleiben. Geplant ist auch eine Verbindungskurve (Tüßlinger Kurve) von der Burghauser Strecke auf die Strecke nach Freilassing, um so den Richtungswechsel der Güterzüge in Mühldorf zu ersparen.